# Einhäuschen Querstraße

Die Lage der Einhäuschen Querstraße, rot markiert

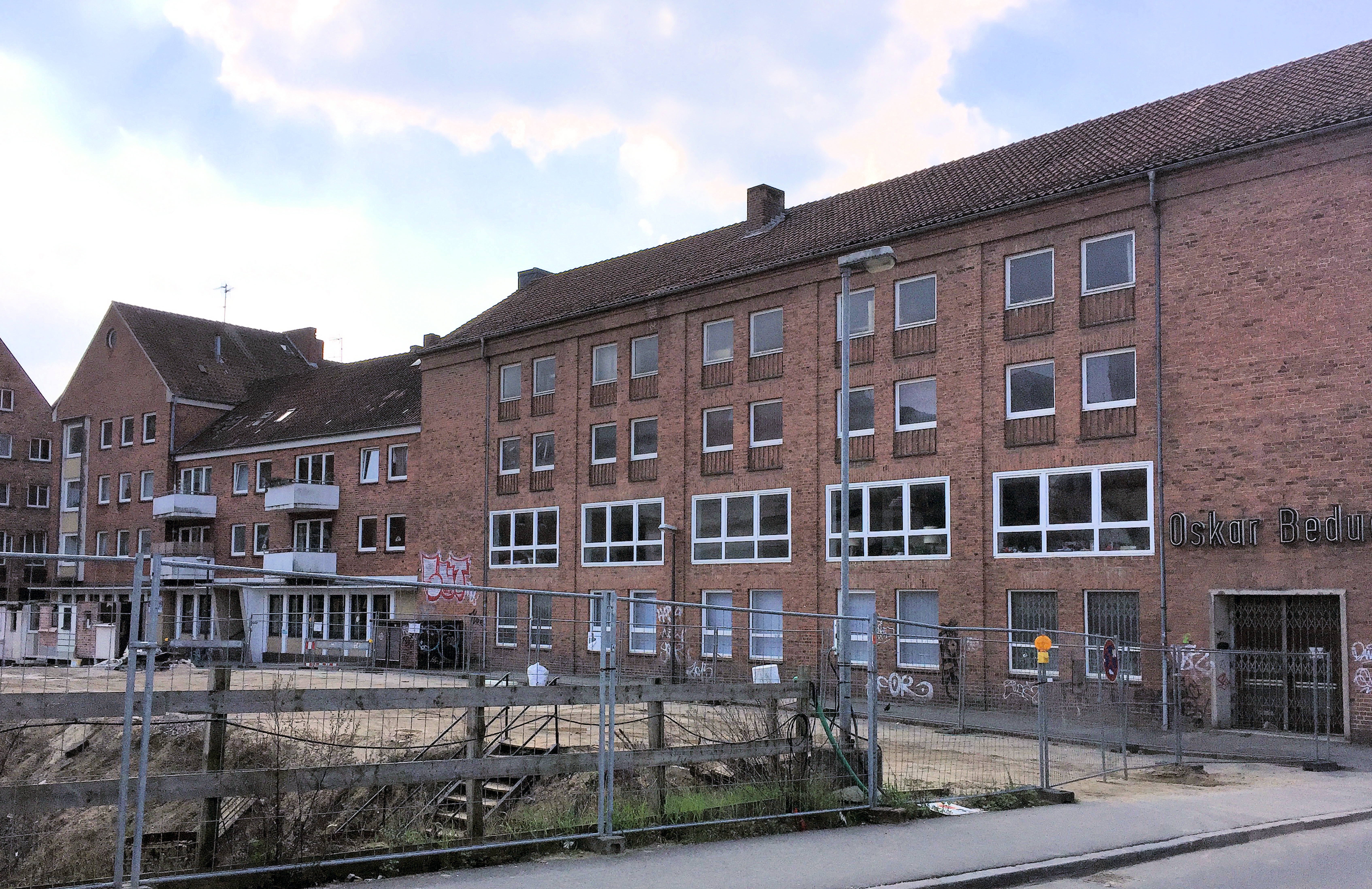
Die westseitige Bebauung der während der Neuerrichtung des Gründerviertels halbseitig unbebauten Einhäuschen Querstraße von der Fischstraße aus gesehen

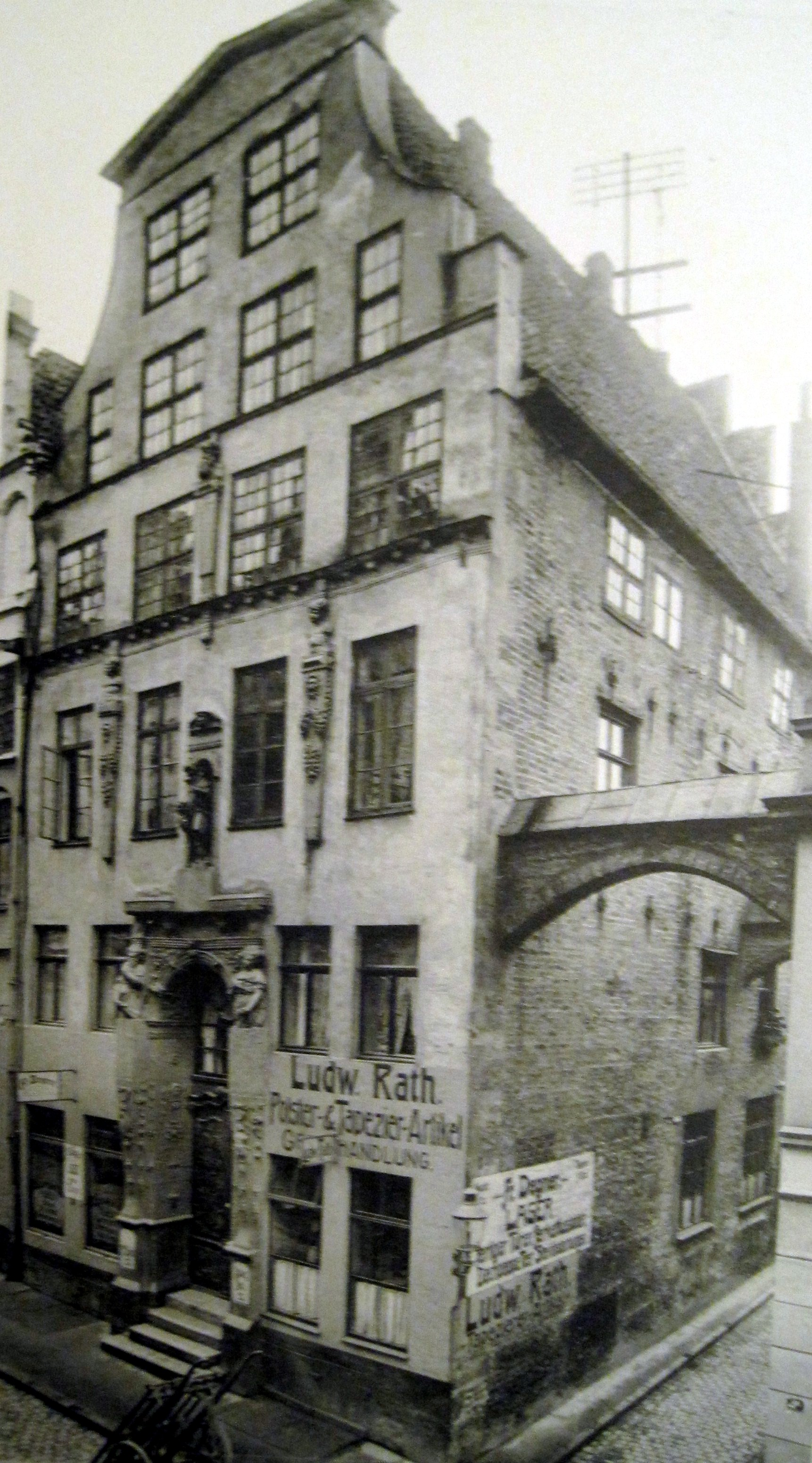
Eckhaus Fischstr. 27, Einhäuschen Querstraße

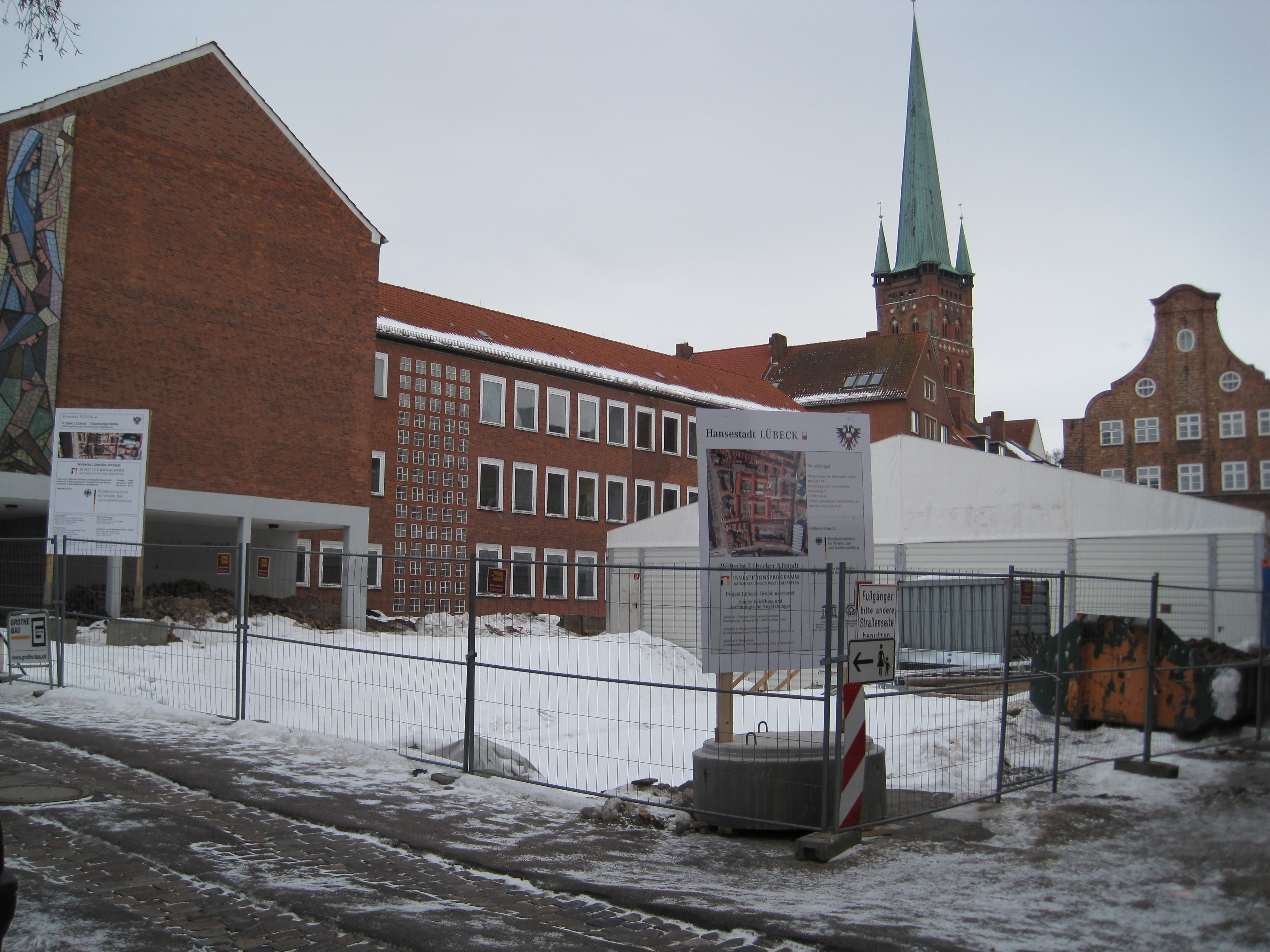
Blick in die Einhäuschen Querstraße von der Fischstraße während der archäologischen Ausgrabungen 2009/2010

Die Einhäuschen Querstraße ist eine Straße in der Lübecker Altstadt.

## Lage
Die etwa 50 Meter lange Einhäuschen Querstraße befindet sich im Marien Quartier am westlichen Rand der Altstadtinsel und verläuft in Nord-Süd-Richtung. Sie verbindet die Fischstraße mit der Braunstraße, in die sie von Norden kommend gegenüber der Lederstraße einmündet.

## Geschichte
Die Einhäuschen Querstraße im sogenannten Gründerviertel, der mittelalterlichen Keimzelle Lübecks, war jahrhundertelang eine schmale Verbindungsgasse zwischen zwei Hauptstraßen, überspannt von Schwibbögen. Da sie von geringer Bedeutung war, ist ihr Name erst zu einem sehr späten Zeitpunkt erstmals schriftlich überliefert: 1783 wird sie in den Lübeckischen Anzeigen mit der Bezeichnung Einhäuschen-Dwasstraße erwähnt, die jedoch im Sprachgebrauch schon lange in Verwendung gewesen sein und allgemein bekannt gewesen sein muss. 1852 wurde dieser Name als amtliche Fassung übernommen, 1884 jedoch gegen die heutige hochdeutsche Version ausgetauscht.
Die historische Bebauung wurde beim Luftangriff auf Lübeck am 29. März 1942 vollständig vernichtet. Beim Wiederaufbau des Gründerviertels wurde die Straße um ein Vielfaches verbreitert und erhielt, eingefasst von modernen Zweckbauten, einen gänzlich anderen Charakter. Allerdings ging mit der platzartigen Erweiterung keine entsprechende Gestaltung einher; die Einhäuschen-Querstraße wurde zum reinen Parkplatz ohne jegliche eigene Qualitäten.
Ein bedeutender Teil der Bauten aus den Nachkriegsjahren wurde bereits abgerissen, und im Anschluss an eine archäologische Untersuchung erfolgt nun eine weitgehende bauliche Neugestaltung des Gründerviertels.